# 马威 (曲棍球运动员)
马威（1986年12月19日—），中国女子曲棍球運動員，亦為中国国家女子曲棍球队成員。

## 簡歷
2010年11月，马威代表中國出戰廣州亞運會，參加曲棍球比賽，奪得金牌。